# Dinalungan (Aurora)
Dinalungan is een gemeente in de Filipijnse provincie Aurora op het eiland Luzon. Bij de laatste census in 2007 had de gemeente ruim 10 duizend inwoners.

## Geografie

### Bestuurlijke indeling
Dinalungan is onderverdeeld in de volgende 9 barangays:
- Abuleg
- Zone I (Pob.)
- Zone II (Pob.)
- Nipoo (Bulo)
- Dibaraybay
- Ditawini
- Mapalad
- Paleg
- Simbahan

## Demografie
Dinalungan had bij de census van 2007 een inwoneraantal van 10.145 mensen. Dit zijn 434 mensen (4,5%) meer dan bij de vorige census van 2000. De gemiddelde jaarlijkse groei komt daarmee uit op 0,60%, hetgeen lager is dan het landelijk jaarlijks gemiddelde over deze periode (2,04%). Vergeleken met de census van 1995 is het aantal mensen met 1.958 (23,9%) toegenomen.

De bevolkingsdichtheid van Dinalungan was ten tijde van de laatste census, met 10.145 inwoners op 316,85 km², 32 mensen per km².